# Ayourchiridhara
Ayourchiridhara (mongol : ᠠᠶᠣᠰᠢᠷᠢᠳᠠᠷ᠎ᠠ, VPMC : Ayosiridara, cyrillique : Аюушридар, MNS : ayuushridar ; chinois : 爱猷识里达腊) ou Biligtü Khan (mongol : ᠪᠢᠯᠢᠭᠲᠦ
ᠬᠠᠭᠠᠨ, VPMC : Bilig-tü qaγan, cyrillique : Билигт хаан, MNS : Biligt khaan), né vers 1339 (le 23 janvier) et décédé le 10 mai 1378, est le fils du khan mongol Togoontomor.

## Biographie
À la mort de son père en 1370, il prend le titre d’empereur à Karakorum, et souhaite reconquérir la Chine conquise au début de la dynastie Yuan. Les Chinois franchissent la frontière mongole mais il les écrase dans la région de la Toula. La fin de son règne survient en 1378.

## Famille

### Epouse et enfants
De son épouse, l'Impératrice Gwon, princesse de Goryeo, il à deux enfants;
- Elbek, (1362 - 1399), Khagan en 1394;
- Princesse Ariun, (14/9/1377 - 15/2/1423), épouse de Jorightu Khan Yesüder;